# بيل سنودن
بيل سنودن (بالإنجليزية: Bill Snowden)‏ هو سائق سباق أمريكي، ولد في 6 مايو 1910 في سانت أوغسطين في الولايات المتحدة، وتوفي في 1957 بسبب نوبة قلبية.